# Khor Virap
Khor Virap er et kloster som ligger på Araratsletten i Armenien. Klosteret er mest kendt for at Gregor Lysbringeren blev holdt fanget her i 13 år af kong Trdat III. Han blev senere kongens religiøse mentor og sørgede for at Armenien blev det første land som erklærede sig som en kristen nation. Selve klosteret blev først bygget i 642. De nuværende bygninger er fra 1662.

## Galleri
- Kirkeinteriør.